# Джуліо Біззоцеро

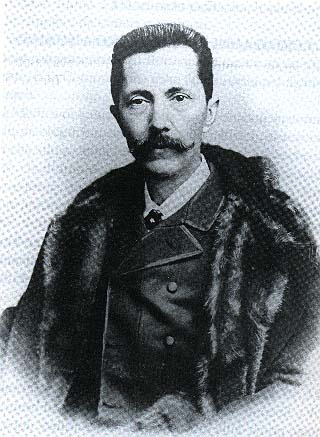
Джуліо Біззоцеро

Джу́ліо Біззоце́ро (італ. Giulio Bizzozero; *1846—†1901) — італійський доктор і дослідник медицини. Він відомий як першовідкривач бактерії Helicobacter pylori, яка відповідає за більшість пептичних виразок (хоча він не зробив детального опису бактерії, а факт викликання хвороби не був доведений до 1990-х років). Він був, одним з перших захисників гістографії та використання мікроскопії в медичних дослідженнях. Він також є відкривачем функції плателетів в згортанні крові.

## Життєвий шлях
Джуліо Біззоцеро народився в місті Варезе 20 березня 1846 року. Він навчався на медичному факультеті Університету Павії, де проводив гістологічні і гістопатологічні дослідження під керівництвом Паоло Мантегаззи (1831-1910). У 1866 році у віці 20 років він здобув вищу освіту і став завідувачем експериментальної лабораторії патології, спеціально створеної для нього Паоло Мантегаззою. У 1867 році він замінив Паоло Мантегаззу, який відправився у Флоренцію, і в 21 рік очолив кафедру загальної патології в Університеті Павії. Цей заклад підготував багато відомих італійських дослідників, зокрема Камілло Гольджі (1843-1926).
У 1872 році, у віці 26 років, він перейшов до Університету Турину, де отримав звання професора і заснував Інститут загальної патології. У Турині він працював над покращенням гігієни та якості питної води. Серед лікарів, які навчалися і працювали в його лабораторії в Турині були Едоардо Бассіні (1844-1924) і Карло Форланіні (1847-1918). У 1885 році він був обраний ректором Університету Турину. У 1888 році був обраний членом Німецької академії природодослідників "Леопольдина". 
Після встановлення діагнозу іридоцикліт він більше не міг користуватися мікроскопом, тому присвятив себе питанням гігієни і політики охорони здоров’я. Пізніше він був директором Військової академії (1898-1899), потім членом Національної ради з охорони здоров'я і освіти. Після призначення сенатором боровся у парламенті за соціальні проблеми і охорону здоров'я громадян.
Помер у квітні 1901 року від пневмонії.